# Arketypon vaderi
Arketypon vaderi är en stekelart som beskrevs av Emilio Guerrieri och John S. Noyes 2002. Arketypon vaderi ingår i släktet Arketypon och familjen sköldlussteklar. Inga underarter finns listade.